# Leeds International Classic 1995
La Leeds International Classic 1995, settima edizione della corsa, valida come evento della Coppa del mondo di ciclismo su strada 1995, si svolse il 6 agosto 1995 su un percorso totale di circa 233 km. Fu vinta dall'italiano naturalizzato britannico Maximilian Sciandri, che terminò la gara in 6h00'20" alla media di 38,8 km/h.
Alla partenza erano presenti 128 ciclisti dei quali 64 portarono a termine la gara.

## Ordine d'arrivo (Top 10)
| Pos. | Corridore           | Squadra        | Tempo    |
| ---- | ------------------- | -------------- | -------- |
| 1    | Maximilian Sciandri | MG Maglificio  | 6h00'20" |
| 2    | Roberto Caruso      | ZG Mobili      | a 44"    |
| 3    | Alberto Elli        | MG Maglificio  | s.t.     |
| 4    | Fabio Baldato       | MG Maglificio  | a 53"    |
| 5    | Johan Museeuw       | Mapei-GB       | s.t.     |
| 6    | Laurent Jalabert    | Once           | s.t.     |
| 7    | Andrei Tchmil       | Lotto-Isoglass | s.t.     |
| 8    | Maurizio Fondriest  | Lampre         | s.t.     |
| 9    | Gian Matteo Fagnini | Mercatone Uno  | s.t.     |
| 10   | Mauro Bettin        | Aki-Gipiemme   | s.t.     |